# Distrito de Castilla
El distrito de Castilla (originalmente llamado distrito de Tacalá) es uno de los nueve que conforman la provincia de Piura ubicada en el departamento de Piura en el norte del Perú. Limita por el norte con el distrito de Tambo Grande; por el este, con la provincia de Morropón; por el sur, con el distrito de Catacaos; y por el oeste, con el distrito de Piura.
Desde el punto de vista de la jerarquía de la Iglesia católica, forma parte de la Arquidiócesis de Piura.
Dentro de sus localidades y caseríos se encuentran Las Mercedes, Mi Cautivo y Sector Chocan.

## Historia de Castilla
En 1861, el 30 de marzo, el presidente Ramón Castilla, decreta la Ley de creación del distrito de Castilla, como conformante de la provincia de Piura. Sin embargo, por su cercanía a esta ciudad, el 10 de agosto de 1908, mediante Ley 723, se anexa a Piura. Durante el gobierno del Presidente Augusto Leguía, se crea definitivamente mediante Ley Regional N.º 268 aprobada el 7 de junio de 1920 y promulgada el 13 de agosto de 1920, que lo separa del distrito Cercado de la provincia de Piura.
Es sede de un importante centro de educación superior como lo es la Universidad Nacional de Piura, además de centros de educación primaria y secundaria de gran arraigo en la población como la Institución Educativa Parroquial Nuestra Señora del Tránsito, Institución Educativo Parroquial del Niño Jesús de Praga, el Colegio Jesuita San Ignacio de Loyola, Colegio Salesiano Don Bosco, Colegio Militar Pedro Ruiz Gallo, Miguel Cortés, Agropecuario N.º 7, Ramón Castilla, Manuel Octaviano Hidalgo Carnero, San José de Tarbes, Divino niño, Almirante Miguel Grau, Manuel Escorza y otros que a pesar de las dificultades continúan en su esfuerzo por la calidad educativa.

## Hitos y estructura urbana
Castilla es un distrito de importancia para Piura, ya que aquí se encuentra el Aeropuerto Internacional Capitán FAP Guillermo Concha Iberico, el cual conecta Piura con las demás ciudades del país. El distrito está conectado por casi todos los puentes que hay en Piura, del que destaca el Puente Bolognesi, así como también por avenidas importantes como la avenida Sánchez Cerro, Progreso, Andrés Avelino Cáceres, Independencia, Guardia Civil, Bolognesi, etc. Así como también está conectado con la Vía de Evitamiento Este, brindando una conexión entre la carretera Piura-Chulucanas y la Panamericana Norte.
En el distrito se ubica el centro comercial Open Plaza Piura (el cual incluye Tottus y Sodimac), el estadio Miguel Grau, un Terminal Terrestre, el cementerio "Nuestra Señora del Carmen", hospitales como el hospital regional José Cayetano Heredia y el hospital especializado San Juan de Dios, varios centros médicos, el Mercado Central de Castilla, varios parques y colegios, entre otros.
El los últimos años, se ha expandido considerablemente el área urbana de Castilla debido a la creación de urbanizaciones y el establecimiento de asentamientos humanos, sobre todo en la zona norte y este del distrito.

## Centros Poblados
El distrito de Castilla se encuentra dividido en varios Centros Poblados (Caseríos) siendo estos: La Obrilla, San Rafael, San Vicente, El Papayo, Terela, Chapairá, Rio Seco, Miraflores, Las Mercedes, Loma El Mirador, Cruz De Caña, Virgen De Fátima, Sector Chocan, Mi Cautivo, Los Pulache.

## Personajes ilustres
En este distrito nacieron el General, expresidente del Perú Juan Velasco Alvarado, el Niño Héroe Alejandro Sánchez Arteaga y los escritores Jorge Castillo Fan y Wilmer Rojas Bustamante.

## Autoridades

### Municipales
| Alcalde                                                       | Periodo   | Regidores |
| ------------------------------------------------------------- | --------- | --- |
| Alfredo García Frías                                          | 2003-2006 | |
| Ricardo Whacheng Morales                                      | 2007-2010 | |
| Aura Violeta Ruesta de Herrera Movimiento Unidos Construyendo | 2011-2014 | Lista de regidoresWalther Guerrero Silva (Movimiento Unidos Construyendo) Aura Sofía Ruiz Martínez (Movimiento Unidos Construyendo) Víctor Hugo Reyes Peña (Movimiento Unidos Construyendo) Nancy Arellano de Herrera (Movimiento Unidos Construyendo) Norma Dioses Romero (Movimiento Unidos Construyendo) Luis Félix Martínez Gómez (Movimiento Unidos Construyendo) Dalila Elizabeth Girón Dávila (Movimiento Unidos Construyendo) Leopoldo Otiniano Vásquez (Obras + Obras) Héctor Manuel Nima Lara (APRA) Julio César Vásquez Alberca (Somos Perú) Luis Guillermo Martín Castro Pérez (AP)                                                                                      |
| Luis Alberto Ramírez Ramírez Unión Democrática del Norte      | 2015-2018 | Lista de regidoresRoberth Sánchez Córdova (Unión Democrática del Norte) Marcela Noemí Fernández Valdiviezo (Unión Democrática del Norte) Ricardo Otero Castro (Unión Democrática del Norte) Ingrid Yohana Calmet Lizama (Unión Democrática del Norte) Flor del Pilar Agurto Campos (Unión Democrática del Norte) Fresia Carolina Díaz Hidalgo (Unión Democrática del Norte) Jaime Rafael Ruiz BecerraRenee Amelia Montenegro Campoverde Región para Todos Nancy Arellano de Herrera (Región para Todos) Felipe Arturo Mesones Mesones (Movimiento Regional Seguridad y Prosperidad) Jenny Nancy Zapata Bayona (Alianza para el Progreso)                                             |
| José Elías Aguilar Silva Región para Todos                    | 2019-2021 | Lista de regidoresClaudio Alfonso Vallejo Paz (Región para Todos) Manuel Antonio Cruz Córdoba (Región para Todos) Albania Margarita Facundo Aguilar (Región para Todos) Karin Inés Oriundo Salazar (Región para Todos) Mauricio Junior Mijahuanga Berrú (Región para Todos) Luis Enrique Ruíz Huamán (Región para Todos) Ricardo Daniel Aguilar Santisteban (Región para Todos) Edwuin Edilberto Neira Neira (Movimiento Independiente Fuerza Regional) Lesly Carolina Zapata Ortiz (Movimiento Independiente Fuerza Regional) Carlos Alberto López Meza (Movimiento de Desarrollo Local Modelo Región Piura) Jaime Rafel Ruíz Becerra (Movimiento Regional Seguridad y Prosperidad) |

### Policiales
- Comisario de Piura: Comandante PNP Roberto Cedrón Vera.

### Religiosas
- Arquidiócesis de Piura[7]
  - Arzobispo: Mons. José Antonio Eguren Anselmi SCV.[8]

## Festividades
- Virgen del Tránsito, Patrona del distrito
- Cruz de Chalpón, San Martín de Porres y Sagrado Corazón de Jesús
- Santísima Cruz, Sagrado Corazón de Jesús y Santa Rosa de Lima en el caserío Chapayrá
- María Auxiliadora (una iglesia) en Chiclayito y caserío Río Seco.
- San Martín de Porres, y Cruz de Chalpón en Terela.
- Señor Cautivo y Nuestra Señora de Fátima en la Obrilla

## Folclore
El folclore del distrito de Castilla es muy interesante, sus leyendas, supersticiones, costumbres y creencias revelan el espíritu y el sentir de los pobladores de la antigua Tacalá.
La marinera norteña se practica desde tiempos remotos durante sus festividades patronales y ceremonias cívicas.
El tondero es otra manifestación que aun perdura como parte de su identidad local, pese a la alienación juvenil de los últimos tiempos.

### Leyenda de la Cruz de Chalpón
Su devoción se entendió gracias al señor Leonardo Rivas arriero que viajaba al interior del país. Se cuenta que en uno de sus viajes un grupo de forajidos lo asaltó. Este arriero se encomendó a la milagrosa Cruz de Chalpón (De Motupe) y en el acto los forajidos se alejaron sin robarle ni un céntimo. Don Leandro al llegar a su casa narró lo sucedido y todos en conjunto agradecieron a la santísima Cruz .Luego empezaron las conversaciones al respecto al mismo tiempo que se extendía esta devoción .Hoy existe una Capilla con el nombre de la Cruz de Chalpón.

### Brujería
Entre los pobladores es una creencia muy fuerte, en algunos casos, creen en los malos espíritus derivados de prácticas de brujería, por eso se cuidan mucho de los llamados brujos malos que aceptan proposiciones de gente por venganza, envidia, “que deseen hacer mal”.

### Creencias
Se tienen las siguientes: 
- Al buscar un ahogado en el río, el uso de una lapa con un Cristo y una vela para hallar el cuerpo. Se dice que donde se detiene la lapa abajo esta el cadáver del ahogado.
- El Susto: es otra creencia de que los malos espíritus aparecen de diversas formas para asustar a quienes quieren hacer daño. Las personas “asustadas” se vuelven enfermiza, enflaquecen y son atormentadas con delirio de persecución. Deberán ser tratadas por un curandero quien les escupe con hierba del susto y azota superficialmente con ramitas de sauce o hierba santa.
- En las chicherías, si se barre la casa de afuera para dentro atraerán clientela pero si lo hacen en sentido contrario, se les ahuyentarán los clientes.
- Para retener a la gente detrás de la puerta se coloca una escoba con flores; si quieren alejarla, en vez de flores, ponen una chancleta vieja.

- Si se barre de noche traen mala suerte
- Las tiendas no pueden vender agujas, ni sal de noche porque trae la mala suerte.

### La bajada de Reyes
Se realiza entre el 6 de enero y el carnaval. Se hace un nacimiento, en el que colocan al niño Dios, a la Virgen y a San José; La mula el buey y muchos adornos. El día de la bajada tienen lista una fuente para recibir las imágenes y el capillo. La dueña de la bajada ve los últimos detalles y reza exclamando: “Ay niño Jesús, que me vaya bien, no como a la fulana...” Cuando ya todos los padrinos invitados están presentes, la dueña de casa designa a tres primeros padrinos que bajaran al niño, mientras un grupo de niñas hacen de pastorcitas cantándole al Niño Jesús, el siguiente canto: “Manuelito lindo, que haces en la cuna, los pies en la cama, la cara en la luna”. “Cual de los tres reyes ¿será el mejor? El señor Don..., se llevó la flor...”.
Terminada la labor de bajar los objetos, se empieza a tomar y a comer el horneado, el copús y otros potajes .entre copa y copa la hora avanza y empiezan retirarse. Cuando el azafate esta “subido” es que les ha ido de “mamey” en la bajada; esperando la mañana siguiente para la “la recorcoba”. (Repetir el agasajo etc.).